# Lougheed (Alberta)
Lougheed est un village (village) du Comté de Flagstaff, situé dans la province canadienne d'Alberta.

## Démographie
En tant que localité désignée dans le recensement de 2011, Lougheed a une population de 233 habitants dans 101 de ses 119 logements, soit une variation de 7.4% avec la population de 2006. Avec une superficie de 1,918 2 km2, village possède une densité de population de 121,468 0 hab/km2 en 2011.
Concernant le recensement de 2006, Lougheed abritait 217 habitants dans 102 de ses 112 logements. Avec une superficie de 1,125 3 km2, village possédait une densité de population de 192,8 hab/km2 en 2006.
| 2001 | 2006 | 2011 | 2016 |
| ---- | ---- | ---- | ---- |
| 228  | 217  | 233  | 256  |